# Formosa Plastics Group
Formosa Plastics Group (FPG, chiń. 台塑集團; pinyin Táisù Jítuán) – wielobranżowy konglomerat działający na Tajwanie, obejmujący m.in. przedsiębiorstwa chemiczne, petrochemiczne oraz produkujące podzespoły elektroniczne.
Pierwszą firmą wchodzącą w skład grupy, była założona w 1954 roku, Formosa Plastics Corporation, produkująca poli(chlorek winylu) (PVC). W 1958 roku, aby wydłużyć łańcuch dostaw, utworzona została spółka Nan Ya Plastics Corporation, specjalizująca się w dalszym przetwarzaniu PVC (do skaju, rur, płyt itd.), a następnie New Eastern Corporation, której zadaniem było wykorzystanie produktów fabryk siostrzanych do wytwarzania dóbr konsumpcyjnych (m.in. torby, zasłony, płaszcze, obuwie).
W 1965 roku, w celu zwiększenia dywersyfikacji koncern założył spółkę Formosa Chemicals and Fibre Corporation, produkującą  przędzę, tkaniny i odzież na bazie włókien wiskozowych. Rzowijając działalność w przemyśle włókienniczym, w 1967 roku spółka Nan Ya Plastics Corporation uruchomiła wytwórnię włókien poliestrowych, a w 1974 FCFC wytwórnię nylonu.
Kolejne poszerzenie asortymentu miało miejsce w 1984 roku, kiedy to Nan Ya rozpoczęła produkcję obwodów drukowanych. Dalszy rozwój firmy w kierunku elektroniki obejmował wytwarzanie m.in. wyświetlacze ciekłokrystaliczne, oparte na tranzystorach cienkowarstwowych oraz układy pamięci DRAM.
W latach 90. koncern rozpoczął intensyfikację działalności w branży petrochemicznej. Założona w 1992 roku spółka Formosa Petrochemical Corporation rozpoczęła realizację projektu No. 6 Naphtha Cracker Project, obejmującego m.in. budowę rafinerii ropy naftowej i instalacji krakingu.
Oprócz Tajwanu, firma operuje w Chinach, USA, Indonezji i Wietnamie.
Działalność koncernu bywała uciążliwa dla środowiska; w działającej od 1980 roku w Point Comfort w Hrabstwie Calhoun w Teksasie wytwórni PVC, odnotowano dwukrotnie (1982, 1993) uwolnienie dichloroetanu, skutkujące skażeniem gleby i wód powierzchniowych.
W kwietniu 2016 podczas testu instalacji w zakładzie należącej do grupy Formosa spółki Ha Tinh Steel Corp w Wietnamie, doszło do wycieku ścieków, zawierających m.in. cyjanki oraz kwas akrylowy. Spowodowało to masowe wymieranie ryb i krewetek w morzach wzdłuż ok. 200-kilometrowego odcinka wybrzeża.

## Źródła
- Strona firmy. www2.fpg.com.tw. [zarchiwizowane z tego adresu (2017-01-08)].
- Firma na stronie Forbes